# فن برمجة يونكس
ذا آرت أوف يونكس بروغرامينغ (بالإنجليزية: The Art of Unix Programming)، ترجمة حرفية 'فن برمجة يونكس'‏ هو كتاب صدر عام 2003 من تأليف إريك ستيفن ريموند حول يونكس.

## التأليف
ألَّف إريك ستيفن ريموند الكتاب، وهو أحد المُدافعين عن المصادر المفتوحة، وقد نشرهُ أديسون-ويسلي [الإنجليزية] عام 2003، ويحتوي الكتاب على 525 صفحة.

## مُحتوى الكتاب
يبدأ الكتاب ببعض الحقائق الأساسيَّة عن يونكس، يُقدِّم فيها الكاتب وجهة نظرٍ تاريخيَّة، ويشرح أيضًا سبب شهرة يونكس ويُشير إلى نقاط ضعفه، وقد كان يدرس تطور النظام منذ البداية في عام 1969، وهي الفترة التي كانت فيها الأجهزة لا تزال ضعيفة في الأداء، ثُمَّ يُشير إلى الأوقات التي فشل فيها يونكس وأصبح نشطًا مُجددًا؛ حيثُ أصبح النظام خاملًا تقريبًا، ثُمَّ أصبح نشطًا من جديد، وبشكلٍ جديد (لينكس وأشباه يونكس).

## وصلات خارجيَّة
- نص الكتاب على ، نسخة محفوظة 2005-03-17 على موقع واي باك مشين. (بصيغة HTML)